# Anusim
Anusim (en hebreo: אנוסים, el plural de "anús", "forzados") es el término legal rabínico aplicado a un judío que fue obligado a abandonar el judaísmo en contra de su voluntad, y quien hace todo lo que está en su poder para continuar practicándolo bajo la condición de coerción. El término se deriva de aquel en el Talmud, “aberrá be’ones” [TB Abodá Zará 54a]:

Ciertamente, cuando se trata del linaje, todo el pueblo de Israel son hermanos. Somos todos los hijos de un padre, los rebeldes (reshaim) y los criminales, los herejes (meshumadim) y los forzados (anusim), y los prosélitos (guerim) que están adjuntos a la casa de Jacob. Todos estos son israelitas. Incluso si dejaron a Dios o le negaron, o violaron Su Ley, el yugo de la Ley esta todavía sobre sus hombros y nunca será removido de ellos.
R. She‘adyá ben Maimon ibn Danan (s. XVI), Khemdah Genuzah, 15b

## Distinciones
El término es esencialmente una cuestión de situación sobre la base de la observancia de la ley judaica. Esta clasifica la situación de los judíos según su compromiso con la tradición rabínica. Las dos más comunes son: min (apóstata), el judío que rechaza la existencia de [un solo] Dios; y meshumad (hereje), aquel judío que no se adhiere a la observancia de la ley.
Por ejemplo, a Sigmund Freud –ateo declarado– se le considera un min bajo la ley judía; Albert Einstein –que creía que en la existencia de Dios, pero no observaba la ley judía– es considerado un meshumad; y el rabino Salomón ben Verga, a quien se lo obligó a convertirse al catolicismo en 1497, pero se mantuvo fiel y observante al judaísmo, era un anús. La diferencia principal entre min, meshumad y anús, es que el acto del abandono de la Torá es voluntario para los primeros dos, mientras que para el tercero no.

## Historia del término
El término anusim fue usado por primera vez después de las conversiones forzadas al cristianismo de los judíos alemanes a finales del siglo XI. Rashi, rabino francés que vivió durante este periodo, escribió sobre el tema en sus opiniones legales.
Debido a las conversiones en masa de los judíos de España y Portugal durante los ss. XIV y  XV, el término anusim llegó a ser ampliamente utilizado por los rabinos españoles y sus sucesores durante los 600 años posteriores.
En la literatura laica no-rabínica, a los anusim se les refiere como “conversos”, “cristianos nuevo", “criptojudíos” o “marranos”. La Iglesia católica acuñó los primeros dos términos, el tercero fue una creación moderna de historiadores, y el cuarto es el término peyorativo que los españoles antisemitas dieron a los anusim.

## Precisiones sobre el término
Los anusim tienen un lugar muy especial en la literatura rabínica. Ya que el acto del abandono fue en contra de la voluntad del judío, el judío bajo coerción permanece un judío kasher para todas sus intenciones y propósitos de acuerdo a la ley judía. En este sentido, ser kasher es el término legal rabínico aplicado a todo judío que se adhiere a la tradición rabínica. Lo que significa que a pesar de las conversiones forzadas, el matarife de los anusim, el vino hecho por ellos, sus casamientos, etc., son considerados kasher, en este sentido válidos para el uso de un judío y la comunidad judía.
Todos los descendientes de los anusim por medio de la línea materna son literalmente judíos, porque la ley judía establece que el hijo de una israelita sigue siendo israelita, sin importar el sistema de creencia con el cual crezca.